# HD 182694
HD 182694，又名BD+43 3229，SAO 48401、HR 7382，是一颗恒星，视星等为5.84，位于銀經75.39，銀緯12.82，其B1900.0坐标为赤經19h 20m 46.8s，赤緯+43° 12.82′ 35″。